# 時中
時中（1465年—？），字大本，順天府大興縣匠籍，直隸常熟縣人，明朝政治人物。

## 生平
順天府鄉試第十二名舉人。弘治三年（1490年）中式庚戌科會試第二百五十名，二甲第二十四名進士。

## 家族
曾祖時名遠；祖父時錠；父時洪，母鄔氏。具慶下。兄時正。